# Quando le montagne finiscono
Quando le montagne finiscono è un film italiano del 1994, diretto da Daniele Carnacina.